# Bahnstrecke Oberhausen–Wesel
| Verlauf der Bahnstrecke Oberhausen – Wesel | |                                                      |                                                      |
| Streckennummer (DB): | 2271 |                                                      |                                                      |
| Kursbuchstrecke: | 235 (Spellen (Nrh) – Oberhausen Hbf 1946) 235d (Spellen (Nrh) – Walsum 1946)                                       |                                                      |                                                      |
| Streckenlänge: | 29,8 km |                                                      |                                                      |
| Spurweite: | 1435 mm (Normalspur)                                                                                               |                                                      |                                                      |
| Streckenklasse: | D4 |                                                      |                                                      |
| Streckengeschwindigkeit: | Angaben nur für freie Strecke: Oberhsn Hbf Obn – Walsum: 80 km/h Walsum – Möllen 50 km/h Möllen – Spellen: 60 km/h |                                                      |                                                      |
| Zugbeeinflussung: | PZB 90 |                                                      |                                                      |
| Zweigleisigkeit: | nein |                                                      |                                                      |
| | |                                                      |                                                      |
| Bundesland | Nordrhein-Westfalen                                                                                                |                                                      |                                                      |
| Verlauf | |                                                      |                                                      |
| \| \| \| von Emmerich \| \| \| \| \| von Bocholt \| \| \| \| \| von Venlo \| \| \| \| \| Wesel \| \| \| \| \| nach Obrighoven (Anschlussgleis) \| \| \| \| \| \| \| \| \| 28,9 \| Wesel (Hamborner Bf, Bft) \| Wesel (Hamborner Bf, Bft) \| \| \| \| Lippe \| \| \| \| \| nach Dinslaken \| \| \| \| \| Wesel-Datteln-Kanal \| \| \| \| \| Kreisbahn und Hafenbahn Emmelsum \| \| \| \| \| zur Kreisbahn und Hafenbahn Emmelsum \| \| \| \| 25,0 \| Spellen (Niederrhein) (ab 1985) \| Spellen (Niederrhein) (ab 1985) \| \| \| 24,0 \| Spellen (Niederrhein) (bis 1985) \| Spellen (Niederrhein) (bis 1985) \| \| \| 20,8 \| Voerde (Nrh)-Löhnen \| Voerde (Nrh)-Löhnen \| \| \| 18,4 \| Möllen (Niederrhein) ehem. Steag-Kraftwerk \| Möllen (Niederrhein) ehem. Steag-Kraftwerk \| \| \| \| Emscher \| \| \| \| 13,2 \| Walsum \| Walsum \| \| \| \| zur Grubenanschlussbahn Zeche Walsum \| \| \| \| \| Grubenanschlussbahn Zeche Walsum \| \| \| \| \| \| \| \| \| \| Bahnstrecke Oberhausen–Walsum Südhafen – HOAG-Trasse \| \| \| \| \| \| \| \| \| \| Kleine Emscher \| \| \| \| 10,8 \| Duisburg-Hamborn Provinzialstraße \| Duisburg-Hamborn Provinzialstraße \| \| \| \| A 59 \| \| \| \| \| Zechenbahn Schwelgern–Lohberg \| \| \| \| 8,5 \| Duisburg-Marxloh \| Duisburg-Marxloh \| \| \| 7,8 \| Duisburg-Hamborn \| Duisburg-Hamborn \| \| \| \| nach Duisburg-Neumühl \| \| \| \| \| A 3 \| \| \| \| \| Duisburg-Ruhrort–Dortmund \| \| \| \| 3,8 \| Oberhausen-Buschhausen \| Oberhausen-Buschhausen \| \| \| \| A 42 \| \| \| \| \| von Dinslaken \| \| \| \| 1,4 \| Oberhausen Hbf Obn (Bft) \| Oberhausen Hbf Obn (Bft) \| \| \| \| Rhein-Herne-Kanal \| \| \| \| \| nach Oberhausen West \| \| \| \| \| Oberhausen West–Oberhausen-Osterfeld \| \| \| \| \| Oberhausen West–Bottrop Süd \| \| \| \| \| Oberhausen West–Essen-Altenessen \| \| \| \| \| von und nach Oberhausen Hbf Obo \| \| \| \| \| von Oberhausen West \| \| \| \| -0,1 \| Oberhausen Hbf \| Oberhausen Hbf \| \| \| \| nach Duisburg-Ruhrort \| \| \| \| \| nach Mülheim-Styrum \| \| \| \| \| nach Duisburg \| \| | |                                                      |                                                      |
| Strecke | | von Emmerich                                         | von Emmerich                                         |
| Abzweig geradeaus und von links | | von Bocholt                                          | von Bocholt                                          |
| Abzweig geradeaus und ehemals von rechts | | von Venlo                                            | von Venlo                                            |
| Bahnhof | | Wesel                                                | Wesel                                                |
| Abzweig geradeaus und nach links | | nach Obrighoven (Anschlussgleis)                     | nach Obrighoven (Anschlussgleis)                     |
| Verschwenkung von links (Strecke außer Betrieb) · Verschwenkung von rechts | |                                                      |                                                      |
| Bahnhof (Strecke außer Betrieb) · Strecke | 28,9 | Wesel (Hamborner Bf, Bft)                            | Wesel (Hamborner Bf, Bft)                            |
| Brücke über Wasserlauf (Strecke außer Betrieb) · Brücke über Wasserlauf | | Lippe                                                | Lippe                                                |
| Strecke (außer Betrieb) · Strecke nach links | | nach Dinslaken                                       | nach Dinslaken                                       |
| Strecke unter Wasserlauf Anfang Hochstrecke (Strecke außer Betrieb) | | Wesel-Datteln-Kanal                                  | Wesel-Datteln-Kanal                                  |
| Kreuzung Ende Hochstrecke (Strecke geradeaus außer Betrieb) · Abzweig quer und von links | | Kreisbahn und Hafenbahn Emmelsum                     | Kreisbahn und Hafenbahn Emmelsum                     |
| Verschwenkung nach links (Strecke außer Betrieb) · Verschwenkung nach rechts | | zur Kreisbahn und Hafenbahn Emmelsum                 | zur Kreisbahn und Hafenbahn Emmelsum                 |
| Dienststation / Betriebs- oder Güterbahnhof | 25,0 | Spellen (Niederrhein) (ab 1985)                      | Spellen (Niederrhein) (ab 1985)                      |
| ehemaliger Bahnhof | 24,0 | Spellen (Niederrhein) (bis 1985)                     | Spellen (Niederrhein) (bis 1985)                     |
| ehemaliger Haltepunkt / Haltestelle | 20,8 | Voerde (Nrh)-Löhnen                                  | Voerde (Nrh)-Löhnen                                  |
| Dienststation / Betriebs- oder Güterbahnhof | 18,4 | Möllen (Niederrhein) ehem. Steag-Kraftwerk           | Möllen (Niederrhein) ehem. Steag-Kraftwerk           |
| Brücke über Wasserlauf | | Emscher                                              | Emscher                                              |
| Dienststation / Betriebs- oder Güterbahnhof | 13,2 | Walsum                                               | Walsum                                               |
| Abzweig geradeaus und nach rechts | | zur Grubenanschlussbahn Zeche Walsum                 | zur Grubenanschlussbahn Zeche Walsum                 |
| Kreuzung geradeaus oben | | Grubenanschlussbahn Zeche Walsum                     | Grubenanschlussbahn Zeche Walsum                     |
| | |                                                      |                                                      |
| Kreuzung geradeaus oben (Querstrecke außer Betrieb) | | Bahnstrecke Oberhausen–Walsum Südhafen – HOAG-Trasse | Bahnstrecke Oberhausen–Walsum Südhafen – HOAG-Trasse |
| | |                                                      |                                                      |
| Brücke über Wasserlauf | | Kleine Emscher                                       | Kleine Emscher                                       |
| ehemaliger Haltepunkt / Haltestelle | 10,8 | Duisburg-Hamborn Provinzialstraße                    | Duisburg-Hamborn Provinzialstraße                    |
| Brücke | | A 59                                                 | A 59                                                 |
| Kreuzung geradeaus oben (Querstrecke außer Betrieb) | | Zechenbahn Schwelgern–Lohberg                        | Zechenbahn Schwelgern–Lohberg                        |
| ehemaliger Haltepunkt / Haltestelle | 8,5 | Duisburg-Marxloh                                     | Duisburg-Marxloh                                     |
| Dienststation / Betriebs- oder Güterbahnhof | 7,8 | Duisburg-Hamborn                                     | Duisburg-Hamborn                                     |
| Abzweig geradeaus und ehemals nach rechts | | nach Duisburg-Neumühl                                | nach Duisburg-Neumühl                                |
| Brücke | | A 3                                                  | A 3                                                  |
| Kreuzung geradeaus oben (Querstrecke außer Betrieb) | | Duisburg-Ruhrort–Dortmund                            | Duisburg-Ruhrort–Dortmund                            |
| Dienststation / Betriebs- oder Güterbahnhof | 3,8 | Oberhausen-Buschhausen                               | Oberhausen-Buschhausen                               |
| Strecke mit Straßenbrücke | | A 42                                                 | A 42                                                 |
| Abzweig geradeaus und von links | | von Dinslaken                                        | von Dinslaken                                        |
| Dienststation / Betriebs- oder Güterbahnhof | 1,4 | Oberhausen Hbf Obn (Bft)                             | Oberhausen Hbf Obn (Bft)                             |
| Brücke über Wasserlauf | | Rhein-Herne-Kanal                                    | Rhein-Herne-Kanal                                    |
| Abzweig geradeaus und nach rechts | | nach Oberhausen West                                 | nach Oberhausen West                                 |
| Kreuzung geradeaus unten | | Oberhausen West–Oberhausen-Osterfeld                 | Oberhausen West–Oberhausen-Osterfeld                 |
| Kreuzung geradeaus unten | | Oberhausen West–Bottrop Süd                          | Oberhausen West–Bottrop Süd                          |
| Kreuzung geradeaus unten | | Oberhausen West–Essen-Altenessen                     | Oberhausen West–Essen-Altenessen                     |
| Abzweig geradeaus, nach links und von links | | von und nach Oberhausen Hbf Obo                      | von und nach Oberhausen Hbf Obo                      |
| Abzweig geradeaus und von rechts | | von Oberhausen West                                  | von Oberhausen West                                  |
| Bahnhof mit S-Bahn-Halt | -0,1 | Oberhausen Hbf                                       | Oberhausen Hbf                                       |
| Abzweig geradeaus und nach rechts | | nach Duisburg-Ruhrort                                | nach Duisburg-Ruhrort                                |
| Abzweig geradeaus und nach links | | nach Mülheim-Styrum                                  | nach Mülheim-Styrum                                  |
| Strecke | | nach Duisburg                                        | nach Duisburg                                        |

Die Bahnstrecke Oberhausen – Wesel, auch Walsumbahn genannt, wurde 1912 in Betrieb genommen, der Baubeginn war 1908. Die Strecke wurde als Nord-Süd-Entlastung der Hauptstrecke Wesel – Dinslaken – Oberhausen gebaut. Wegen ihrer Nähe zum Rhein wurde die Bahnstrecke als Hochbahn ausgeführt, wobei unter anderem der Erdaushub des im Bau befindlichen Rhein-Herne-Kanals eingesetzt wurde.

## Geschichte

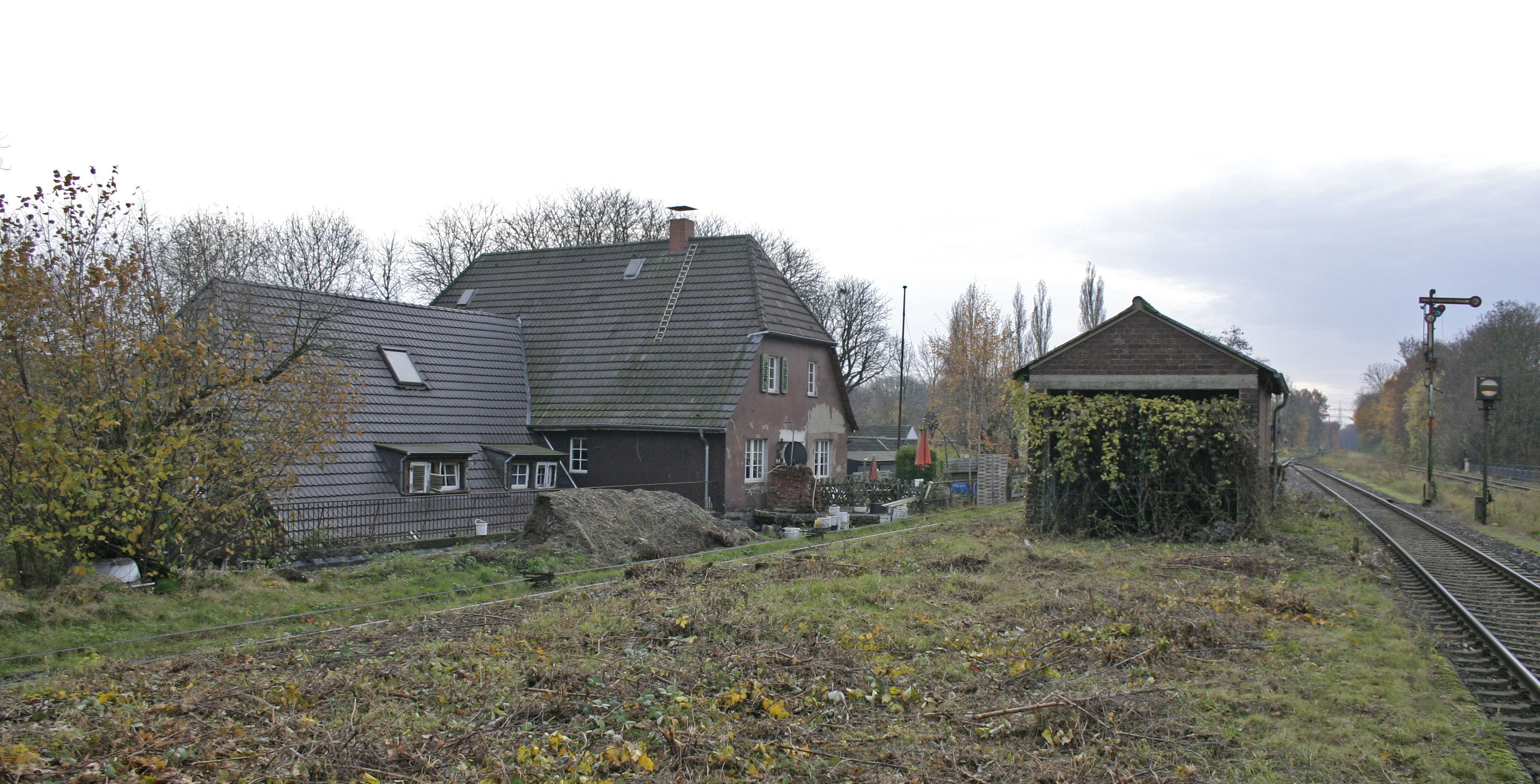
Von 1963 bis 1983 war Walsum nördlicher Endbahnhof der Personenzüge (2016).

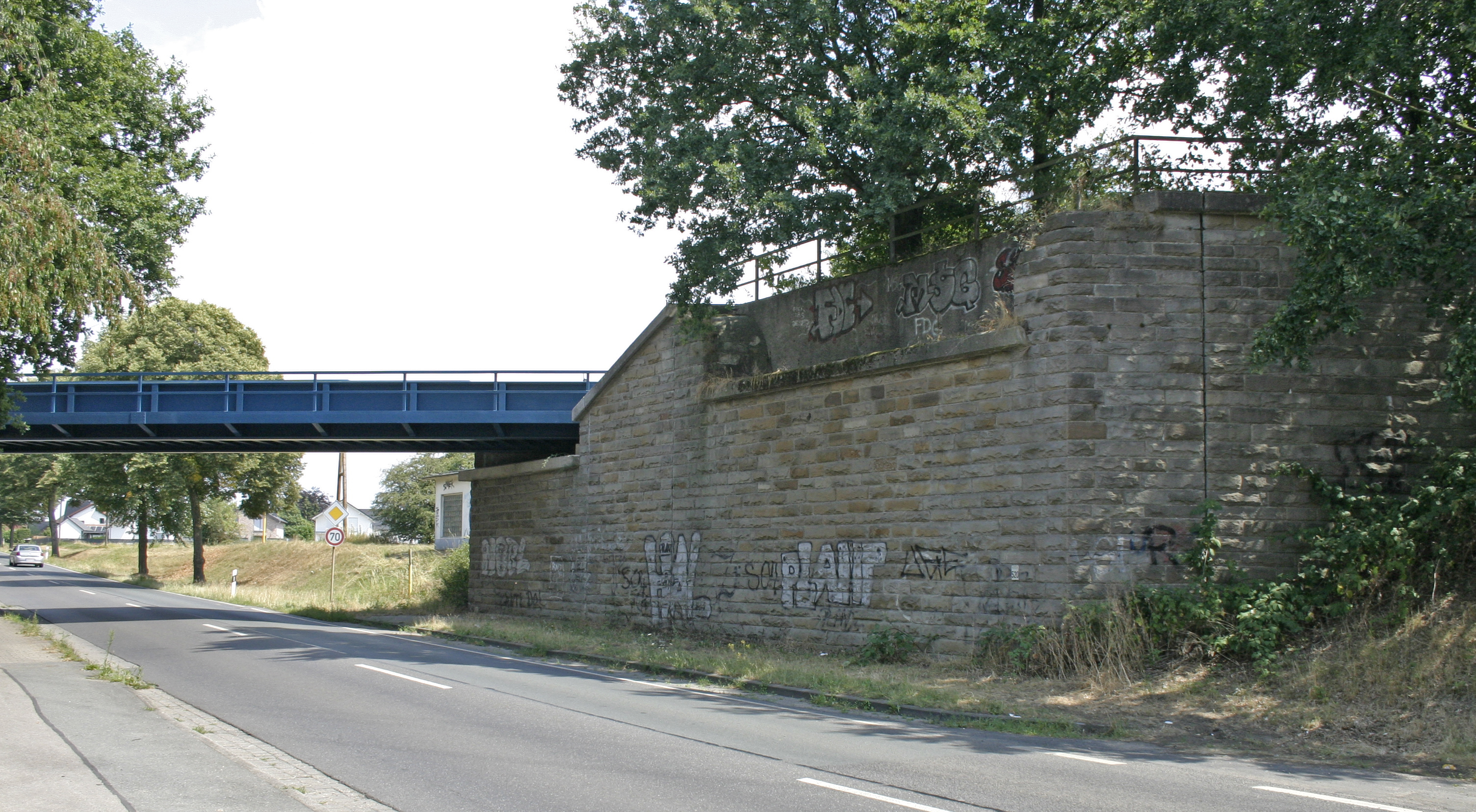
Widerlager für das Streckengleis Spellen – Wesel an der Böskenstraße, dahinter die Überführung der Kreisbahn und Hafenbahn Emmelsum (2018)

Im Juni 1906 beauftragte das Ministerium der öffentlichen Arbeiten die Königliche Eisenbahn-Direktion Essen bis zum 1. September 1906 mit der Ausarbeitung eines Plans für die Strecke Oberhausen – Hamborn – Walsum – Wesel. Die Strecke sollte als eingleisige Hauptbahn angelegt werden, der zweigleisige Ausbau sollte aber bereits berücksichtigt werden. Die Strecke sollte die Versorgung der Garnisonsstadt Wesel verbessern, die im Wachstum begriffene Stadt Hamborn an das Eisenbahnnetz anschließen und die neu erschlossenen Steinkohlezechen erschließen. Zudem war eine Entlastung der Hauptstrecke Oberhausen – Dinslaken – Wesel vorgesehen. Die Strecke sollte ursprünglich bei Möllen in die Hauptstrecke einfädeln, wurde auf Betreiben des Spellener Pfarrers Spies über Spellen geführt. Am 29. Mai 1907 wurde das Gesetz zum Bau der Strecke bekannt gegeben. In Wesel konnte die Strecke aus Platzgründen nicht in den bestehenden Bahnhof eingeführt werden und erhielt daher einen separaten vorgelagerten Bahnsteig mit Empfangsgebäude, den sogenannten Hamborner Bahnhof.

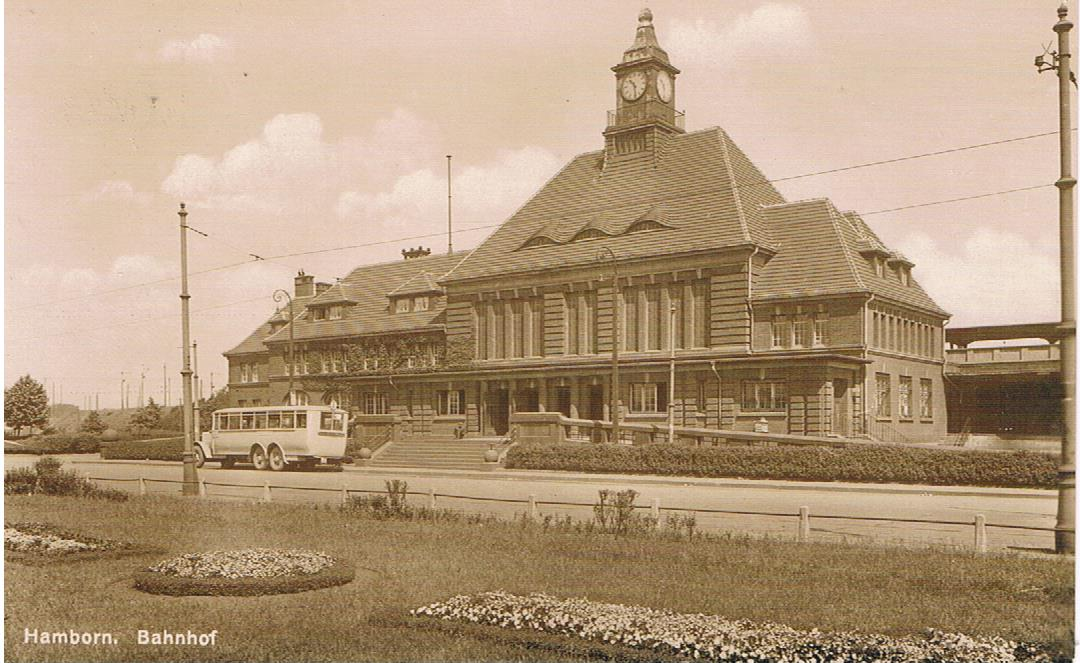
Empfangsgebäude von Hamborn (vor 1945)

Da die Bahn aus Gründen des Hochwasserschutzes als Hochbahn ausgeführt wurde, mussten insgesamt etwa drei Millionen Tonnen an Erdmasse bewegt werden. Die Hälfte davon konnte aus dem Aushub des im Bau befindlichen Rhein-Herne-Kanals bezogen werden, die Bauzeit konnte dadurch um zwei Jahre reduziert werden. Weiteres Material kam unter anderem von der Zeche Osterfeld und der Gutehoffnungshütte in Sterkrade. Die Verwendung von Waschbergen hatte zur Folge, dass der Bahndamm durch Entzündungen des Materials beschädigt wurde. Beim Bau wurden überwiegend Fremdarbeiter eingesetzt. Die landespolizeiliche Abnahme fand am 3. Oktober 1912 statt, am 14. Oktober 1912 fand die feierliche Eröffnung mit einer Sonderfahrt von Oberhausen nach Wesel und zurück statt. Der fahrplanmäßige Betrieb wurde am Folgetag aufgenommen. Das dritte Streckengleis zwischen der Abzweigstelle Obn und Oberhausen Hauptbahnhof ging am 1. November 1913 in Betrieb.
Nach Ende des Ersten Weltkrieges war der Verkehr auf der Walsumbahn mehrmals unterbrochen. Zwischen dem 5. November und 16. November 1919 war der Personenverkehr eingestellt worden, um die vorhandenen Kapazitäten für Kohle- und Kartoffeltransporte zu nutzen. Im Frühjahr 1920 war die Strecke Schauplatz des Ruhrkampfs, der Verkehr war daher in der Zeit zwischen dem 19. März und 3. April 1920 stark eingeschränkt und in der Folgewoche bis zum 10. April 1920 gänzlich eingestellt. In der ersten Zeit nach der Wiederinbetriebnahme wurden Fahrkarten nur in dringenden Fällen ausgegeben. Am 11. Januar 1923 besetzten belgische Truppen das Ruhrgebiet und übernahmen nach passivem Widerstand der deutschen Eisenbahner den Betrieb auf der Strecke bis kurz vor Wesel in Eigenregie. 1924 wurde der Regiebetrieb eingestellt und die Betriebsführung wieder an die 1920 gegründete Deutsche Reichsbahn übergeben. Am 15. Juli 1926 wurde der Bahnhof Möllen in eine Haltestelle umgewandelt, die beiden Stellwerke nahm die Reichsbahn außer Betrieb.
Im Jahr 1930 wurde nördlich von Spellen die Brücke über den Wesel-Datteln-Kanal errichtet. Die Brücke wurde am 24. März 1945 von deutschen Pionieren gesprengt. Bis in die 1960er Jahre war ein Wiederaufbau vorgesehen, die Bundesbahndirektion (BD) Essen legte den Abschnitt Spellen – Wesel erst zum 19. März 1969 still. Ebenfalls im März 1945 wurde außerdem die Eisenbahnbrücke über die heutige Kleine Emscher gesprengt und die Strecke zwischen Walsum und Hamborn unterbrochen. Während der Bahnhof Hamborn weiterhin aus Richtung Oberhausen erreichbar war, wurde der Abschnitt Walsum – Spellen über ein Privatanschlussgleis und das Werkbahnnetz der Gutehoffnungshütte an den Bahnhof Sterkrade angeschlossen. Ab dem 5. Mai 1948 befuhren Güterzüge den Abschnitt Hamborn – Walsum wieder, Personenzüge ab dem 9. Mai 1948.
Zum 14. Mai 1950 stufte die Deutsche Bundesbahn den Streckenabschnitt Walsum – Spellen in eine Nebenbahn herunter und führte auf dem Abschnitt Zugleitbetrieb ein. Der Fahrdienstleiter in Walsum nahm gleichzeitig die Aufgabe des Zugleiters auf der Strecke wahr. Das Stellwerk Sp in Spellen ging gleichzeitig außer Betrieb. Der Hauptbahnabschnitt Oberhausen – Walsum wurde etwa zeitgleich mit Indusi ausgerüstet. Am 13. Dezember 1957 wurde der Stückgutverkehr in Möllen und Spellen eingestellt.
Am 29. Mai 1959 begann der Bau der Kreisbahn Dinslaken, welche als Industriestammgleis die am Südufer des Wesel-Datteln-Kanals gelegenen Betriebe an die Eisenbahn anschließen sollte. Nach einjähriger Bauzeit konnte die Strecke am 30. Mai 1960 eröffnet werden. Für den Bau wurde das 1945 abgebaute Streckengleis zwischen Kilometer 24,0 und Kilometer 25,0 als Nebenbahn wieder aufgebaut, im Kilometer 25,0 ging die Strecke in das Anschlussgleis über. Ausschlaggebend für den Bau des Stammgleises war der Bau der BP-Raffinerie Hünxe. Am 25. Mai 1963 stellte die Deutsche Bundesbahn den Personen-, Eilgut- und Güterverkehr auf dem Abschnitt Walsum – Spellen ein. Die Haltestelle Möllen war damit die nächsten fünf Jahre funktionslos. Anstelle der Personenzüge kamen wie schon seit 1945 zwischen Wesel und Spellen Bahnbusse zum Einsatz. Zum 1. Oktober 1968 stellte die Bundesbahn den Eilgutverkehr auf der Strecke ein.

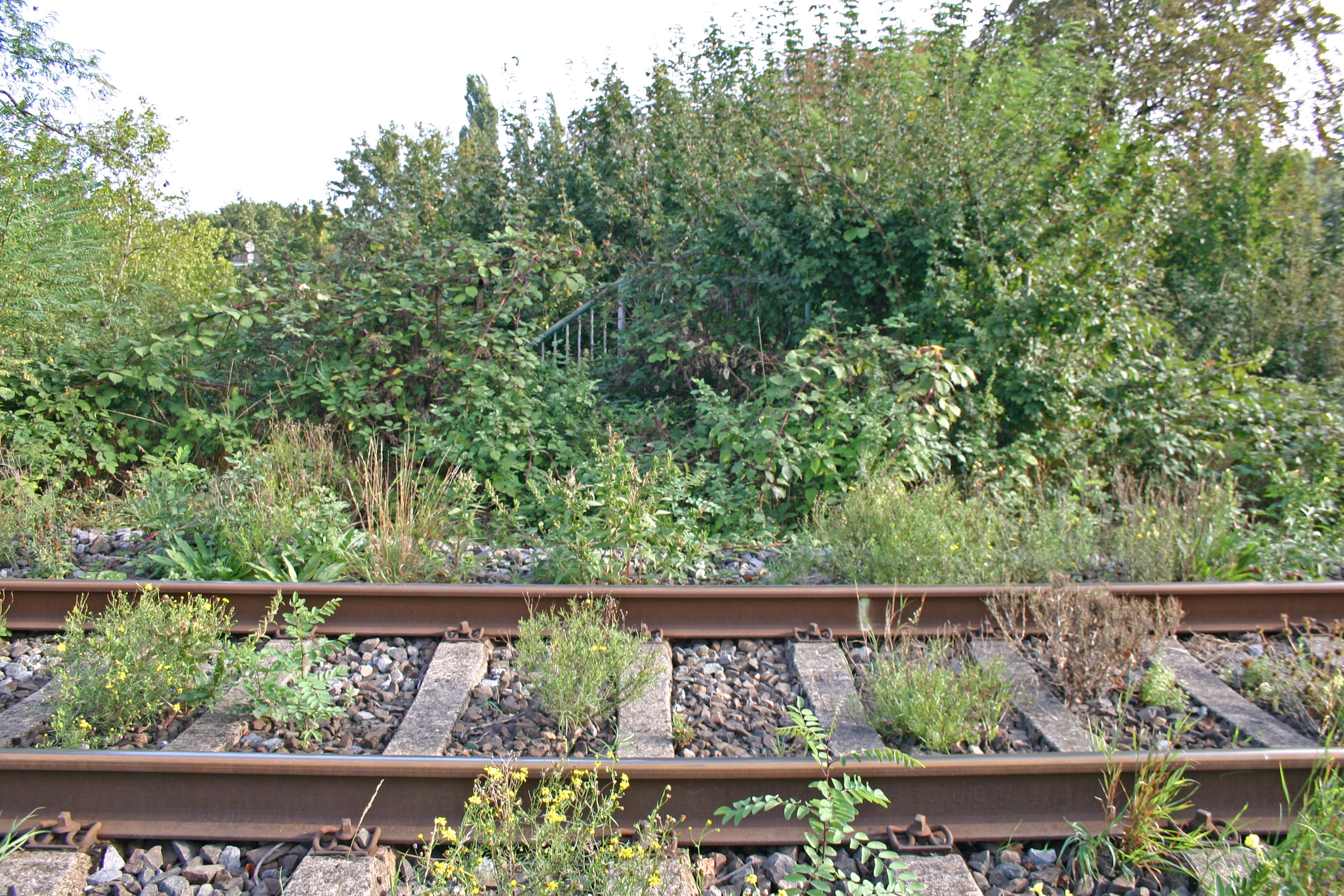
Treppenabgang des 1983 aufgelassenen Haltepunkts Duisburg-Hamborn Provinzialstraße (2020).

Mit dem 1968 gefällten Beschluss zum Bau des Kraftwerks Voerde wurde die Betriebsstelle Möllen von der STEAG zur Ausweichanschlussstelle für die Lieferung von Steinkohlen ausgebaut. Der erste Zug traf am 18. August 1970 ein. 1985 ging ein zweiter Tiefbunker zur Entladung in Betrieb. Gleichzeitig ging das Relaisstellwerk Moe in Betrieb, es ersetzte das bis dahin bestehende Schlüsselwerk. Der verbliebene Personenverkehr zwischen Oberhausen Hbf und Walsum wurde am 28. Mai 1983 eingestellt. Im gleichen Jahr wurden die mechanischen Stellwerke in Oberhausen-Buschhausen außer Betrieb genommen und der Bahnhof als Fernstellbereich an das Relaisstellwerk Ohf in Oberhausen Hauptbahnhof angeschlossen. Etwa zur gleichen Zeit legte BP die Ruhrraffinerie in Hünxe still.
Der verbliebene Güterverkehr konzentrierte sich auf die Bedienung mehrerer Anschlüsse, unter anderem die Grillo-Werke (Duisburg-Hamborn), Zeche Walsum, Kraftwerk Duisburg-Walsum, Haindl Papier (Walsum), Kraftwerk Voerde (Möllen) und die Anschließer der Kreisbahn Dinslaken und des Hafens Emmelsum (Spellen). Nach der Stilllegung der Zeche Walsum im Jahr 2008 und des Kraftwerks Voerde im März 2017 ist das tägliche Zugaufkommen auf unter 20 Fahrten zurückgegangen. Im Jahr 2010 gab es Überlegungen seitens der Deutschen Bahn, als Alternative zum Ausbau der Hauptstrecke die Walsumbahn zwischen Oberhausen und Wesel zu nutzen. Dieses Projekt wurde nicht verwirklicht. Die Stadt Dinslaken lehnte das Vorhaben mit Verweis auf den ansteigenden Schienenlärm entschieden ab. Anfang Dezember 2017 wurde die Strecke zwischen Oberhausen-Buschhausen (ausschließlich) und Spellen an ein elektronisches Stellwerk angeschlossen. Die Bedieneinrichtungen befinden sich im Bahnhof Oberhausen West. Die noch bestehenden mechanischen Stellwerke in Duisburg-Hamborn und Walsum gingen mit der Aufschaltung des ESTW außer Betrieb.
Die seit 1912 bestehenden Bahnhöfe Oberhausen-Buschhausen, Duisburg-Hamborn, Walsum, Möllen und Spellen sind nach Aufgabe des Personenverkehrs 1963 und 1983 weiterhin in Betrieb. Der Bahnhof Spellen wurde 1985 in eine Anschlussstelle umgewandelt. Seit der Aufschaltung des ESTW wird die Betriebsstelle wieder als Bahnhof geführt. Die Empfangsgebäude sind noch vorhanden und werden überwiegend privat genutzt. Das imposante Empfangsgebäude des Bahnhofs Duisburg-Hamborn beherbergt unter anderem ein Café, die Empfangshalle wird für Hochzeitsfeiern genutzt.

### Hochwasserschäden 2023
In der Nacht vom 22. auf den 23. Juni 2023 sackte infolge von Starkregenereignissen und folgendem Hochwasser der Emscherdeich in Dinslaken zwischen der Heerstrasse und der Brücke der Bahnstrecke Oberhausen–Wesel auf einer Länge von 300 Metern ab. Ebenso sackten die Fundamente der genannten Eisenbahnbrücke ab, die abgerissen werden musste. Die DB Netz stellte daraufhin den Verkehr nördlich von Walsum ein. Die Industrieanschlüsse am Rhein und am Wesel-Datteln-Kanal und am Hafen Emmelsum konnten nicht bedient werden. Alleine für den Hafen Emmelsum wurden 2022 650.000 Tonnen Güter transportiert. Der Neubau der Eisenbahnbrücke wird bis 2024 dauern.
Neue Lager und eine Behelfsbrücke aus dem Bestand des Bundes im Brückenlager Konz mit einer Spannweite von 66 Metern ohne Strompfeiler wurden gebaut. Ab Mitte April 2025 wurde die Brücke wieder befahren.

### Zukunft
Am 17. Januar 2020 haben Vertreter der Städte Duisburg, Oberhausen sowie des Kreises Wesel und des VRR eine Absichtserklärung unterzeichnet, die Wiederaufnahme des Personenverkehrs auf der Strecke zu prüfen. Ebenso forderten am 31. Juli 2020 die Bürgermeister der Kommunen Wesel und Voerde gemeinsam mit Vertretern von Pro Bahn die Reaktivierung der Strecke. „Mit einem hervorragenden Ergebnis ist die Machbarkeitsstudie für die Walsumbahn fertiggestellt worden. Das Reaktivierungsprojekt ist verkehrlich sehr sinnvoll“ und machbar. Am 22. März 2023 hat der Verwaltungsrat des VRR für die Reaktivierung der Walsumbahn gestimmt. Eine Inbetriebnahme könnte Anfang der 2030er Jahre realisiert werden, da zunächst noch die Brücke über den Wesel-Datteln-Kanal neu gebaut werden muss.

## Verkehr

### Personenverkehr
Nach dem letzten Friedensfahrplan vom Mai 1914 fuhren auf der Strecke täglich acht Personenzugpaare zwischen Oberhausen Hbf und Wesel, acht weitere Zugpaare pendelten zwischen Oberhausen Hbf und Hamborn. Infolge des Nachkriegswirren ging das Angebot 1920 bis auf drei Zugpaare zwischen Oberhausen und Wesel und fünf Zugpaare zwischen Oberhausen und Hamborn zurück. Am 3. Oktober 1937 wurde die Strecke in den Ruhrschnellverkehr einbezogen und das Angebot auf 34 Züge zwischen Oberhausen und Wesel und weitere 18 Züge zwischen Oberhausen und Hamborn ausgeweitet. Es sollen ausschließlich Verbrennungstriebwagen zum Einsatz gekommen sein. Im Sommer 1939 fuhren jeweils 17 Zugpaare auf der gesamten Strecke und die gleiche Anzahl an Zugpaaren bis Hamborn.
Nach dem Zweiten Weltkrieg endeten die Personenzüge in Spellen, da die Brücke über den Wesel-Datteln-Kanal gesprengt worden war. Es gingen die Haltepunkte Voerde (Nrh)-Löhnen (1947), Duisburg-Hamborn Provinzialstraße (1948) und Duisburg-Marxloh (1967) in Betrieb. Gleichzeitig setzte die Deutsche Bundesbahn Verbrennungstriebwagen der Baureihe VT 95 anstelle von Dampfzügen ein, ab den 1960er Jahren kamen Akkumulatortriebwagen der Baureihe ETA 150 zum Einsatz. Das Zugangebot war nach der Ausweitung des Kohleverkehrs nach Möllen ab 1976 auf zwei Zugpaare zurückgegangen. Außer gelegentlichen Sonderfahrten wird kein Personenverkehr mehr durchgeführt.
Im Jahr 2004 gab es ein Gutachten des Fahrgastverbandes Pro Bahn zur Überprüfung der Wirtschaftlichkeit einer Reaktivierung des Personenverkehrs. Als Hauptgründe wurden die äußerst schlechte Anbindung des Duisburger Nordens an den SPNV und die daraus resultierenden nicht akzeptablen Fahrzeiten aufgeführt. Die bautechnische Machbarkeit sei durch die vorhandene Nutzung des Güterverkehrs gegeben, lediglich Bahnsteige müssten neu errichtet werden. Die Investitionskosten würden, verglichen zu anderen Reaktivierungen, im Rahmen bleiben. Jedoch sei das Fahrgastpotenzial nicht ausreichend. Deshalb wurde von einer Reaktivierung abgeraten.
Im Oktober 2019 wurde der Startschuss für die Erstellung einer weiteren Machbarkeitsstudie bezüglich einer Reaktivierung des SPNV seitens des VRR gegeben, sodass bis 2025 auf der Strecke wieder Personenzüge verkehren könnten. Dieser Vorstoß trifft in der Bevölkerung sowie bei den Städten entlang der Strecke bisher auf überwiegend positive Resonanz.

### Güterverkehr

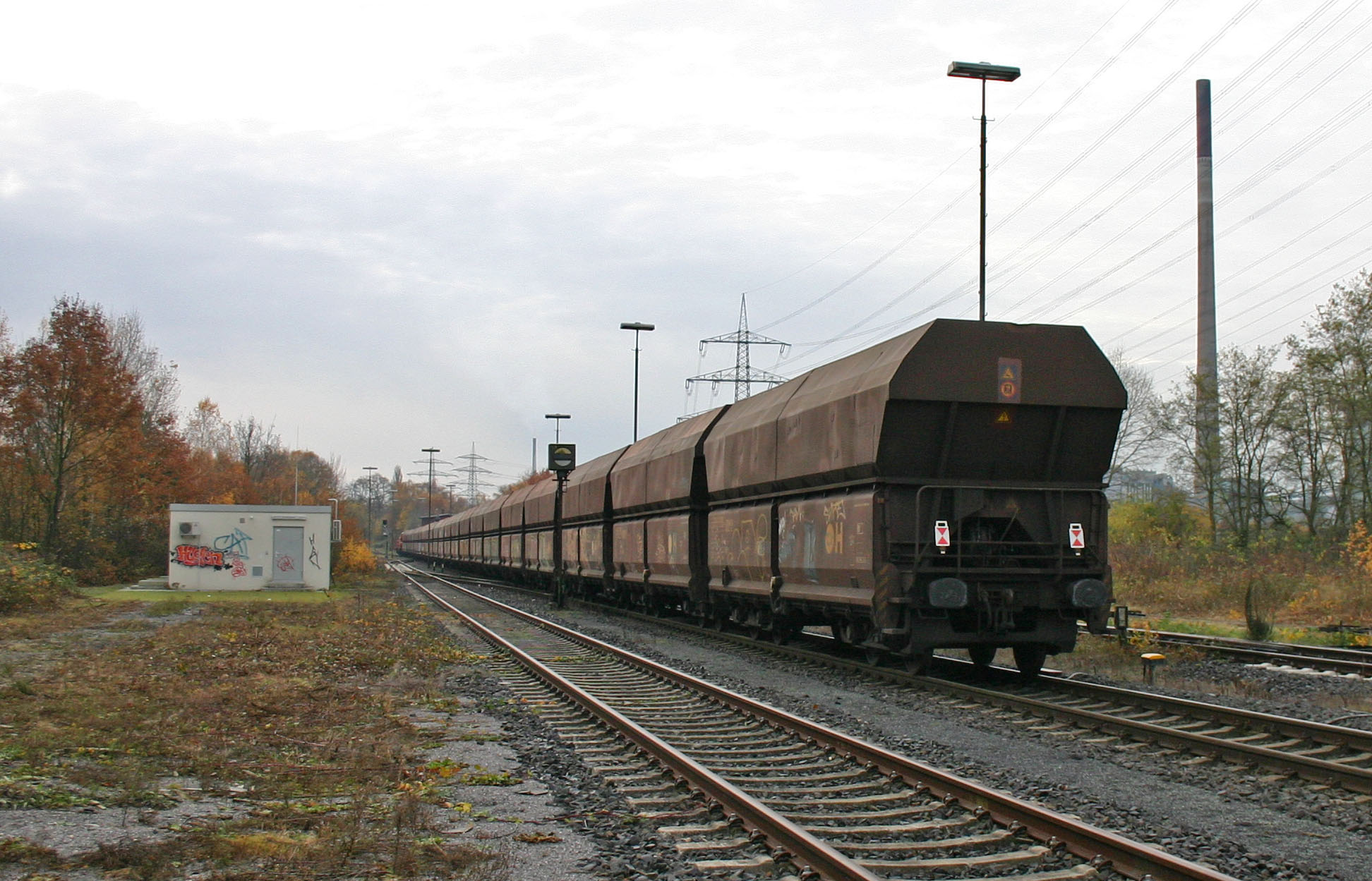
Durchfahrt eines Leerzuges von Möllen (Niederrhein) nach Oberhausen West (2016).

Hauptsächlich verkehren Kohletransporte zum Kraftwerk Walsum und über die Kreisbahn und Hafenbahn Emmelsum zum Hafen  in Emmelsum, wo mehrere Industrieanschlüsse am Rhein und am Wesel-Datteln-Kanal bestehen. Für den Papierhersteller Sappi werden täglich ein bis zwei Zugpaare zwischen Hafen Emmelsum und der Papierfabrik im österreichischen Gratkorn gefahren. In Duisburg-Hamborn beziehen die Grillo-Werke ihre Gefahrgüter über die Schiene. Der Anschluss zur Zellstofffabrik der Norske Skog (zuvor Haindl Papier) wurde im April 2016 geschlossen. Bis zur Schließung Ende März 2017 wurde das Kraftwerk Voerde über die Strecke mit Importkohle bedient, die Zugfahrten machten etwa drei Viertel des gesamten Güteraufkommens auf der Strecke aus.